# Todor Živanović
Todor Živanović (serbe : Тодор Живановић) (né le 27 septembre 1927 à Valjevo dans le royaume de Yougoslavie et mort le 20 juin 1978 à Belgrade) est un joueur de football international yougoslave (serbe).
Il est connu pour avoir terminé meilleur buteur du championnat de Yougoslavie lors de la saison 1953 avec 17 buts.